# Klusák (dostihy)

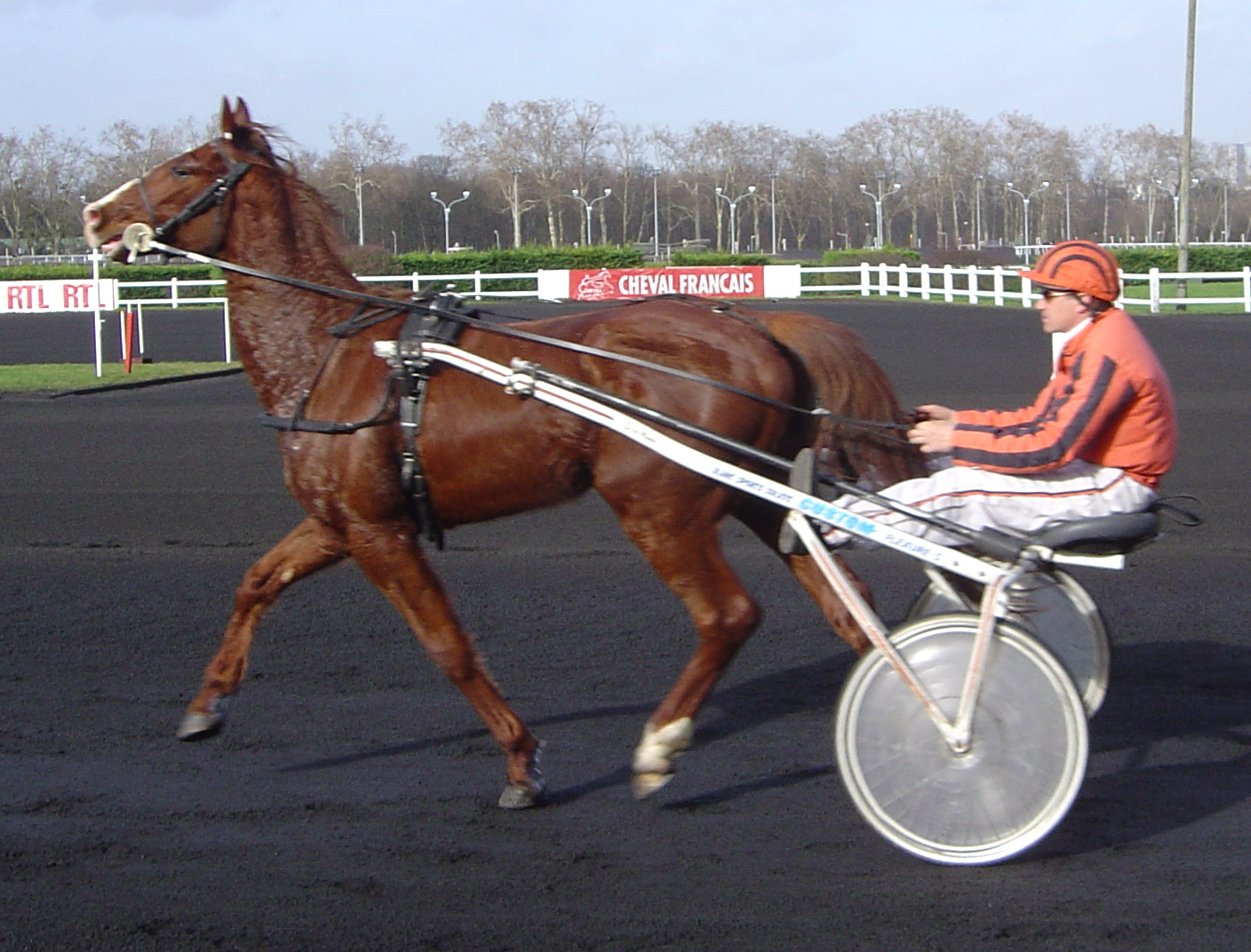
Klusák zapřažený do sulky s jezdcem

Klusák je kůň běhající klusácké dostihy. Při závodech je zapřažen do sulky, ve které sedí jeho jezdec. Klusák nesmí za dostihu přejít do cvalu (maximálně smí uběhnout ve cvalu sto metrů, nesmí nacválat v cílové rovince a nesmí nacválat více než dvakrát během jednoho dostihu).
Původ tohoto poměrně mladého odvětví dostihového sportu najdeme v Americe, Rusku a Francii. Vznikla zde vynikající plemena klusáků – americký klusák, orlovský klusák, ruský klusák a francouzský klusák. Americký klusák byl založen hřebcem Messengerem, dá se vlastně říct, že jeho krev mají všichni současní klusáci v USA.
Závody klusáků se šířily do světa pomaleji než dostihy rovinné a překážkové, zůstávaly poněkud v jejich stínu. V dnešní době jsou velice populární (více než rovinové a překážkové) v USA, Švédsku, Francii a Itálii.

## Chod
Klusáci závodí jak v klusu (= diagonální chod), tak v mimochodu (= laterální chod). Tyto chody jsou pro ně přirozené a hlavně ve volnosti jim často dávají přednost např. před cvalem. Dostihy mimochodníků = paceru (čti pejsrů) se pořádají v USA. Mimochodníci dosahují větší rychlosti než klusáci. Klusáky můžeme také vidět závodit pod sedlem = monté dostihy, které jsou velice populární ve Francii.